# Сассар, Жаклин
Жаклин Сассар (13 марта 1940, Ницца, Франция — 17 июля 2021, Лугано, Швейцария) — французская актриса, известная ролями в итальянских фильмах, таких как «Гуэндалина» режиссёр Альберто Латтуада, молодой женщины с семьёй и экономическими проблемами в картине Луиджи Дзампы «Судья» и женщины, покинутой героем Жан-Луи Третиньяна в фильме Валерио Дзурлини «Жестокое лето» (1959).
Самая известная роль Сассар — австрийская принцесса в фильме Джозефа Лоузи по сценарию Гарольда Пинтера «Несчастный случай» (1967). Последнее её появление на экране — фильм «Похититель преступлений», поставленный Надин Трентиньян в 1969 году.
Оставила карьеру после вступления в брак с наследником итальянской автомобильной империи Джанни Лянча. Некоторое время они жили в Бразилии, затем вернулись в приморские Альпы на юг Франции. У них родился сын, Лоренцо. Джанни Лянча умер в 2014 году.

## Избранная фильмография
- Гуэндалина (1957)
- Рождённая в марте (1958)
- Трое Убийц…  (1958)
- Все влюблены (1959)
- Судья (1959)
- Жестокое лето (1959)
- Фердинандо I, Неаполитанский (1959)
- Фредди и песня южной части Тихого океана (1962)
- Сезоны нашей любви (1966)
- Несчастный случай (1967)
- Лани (1968)
- Похититель преступлений (1969)